# ترنس اوانز
ترنس اوانز (انگلیسی: Terrence Evans; ۲۱ ژوئن ۱۹۳۴ – ۷ اوت ۲۰۱۵) بازیگر تلویزیون و بازیگر سینما اهل ایالات متحده آمریکا بود.
از فیلم‌ها یا برنامه‌های تلویزیونی که وی در آن نقش داشته‌است، می‌توان به کشتار با اره‌برقی در تگزاس، کشتار با اره‌برقی در تگزاس: سرآغاز، ته دره، دوباره عاشق شدن و تمساح اشاره کرد.